# オーシャン・オブ・ファイヤー
『オーシャン・オブ・ファイヤー』（原題: Hidalgo）は、2004年のアメリカ映画。実在した伝説の騎手フランク・ホプキンスとマスタングの愛馬ヒダルゴの人生を映画化した。競馬映画であるが、競技としてはエンデュランス競走の類である。

## あらすじ
19世紀末、アメリカ西部のカウボーイだったフランク・ホプキンスと野生育ちの愛馬ヒダルゴはエンデュランス競走で無敵を誇りながらも、普段はウエスタン・ショーのドサ回りをして暮らしていた。そんな時、アラブの族長シーク・リヤドが主催するエンデュランス競走「オーシャン・オブ・ファイヤー」に誘われる。1000年以上の歴史を誇り賞金は10万ドル、3000マイル（約4800km）のアラビア砂漠を横断するという壮大かつ過酷であり、代々由緒正しき血統のアラブ種が制するという伝統の競走に、アメリカから初の参加者となったホプキンスとヒダルゴは、道中幾多の妨害を受けることになる。

## キャスト
※括弧内は日本語吹き替え
- フランク・ホプキンス - ヴィゴ・モーテンセン（山路和弘）
- アル・リヤド - オマー・シャリフ（滝田裕介）
- ジャジーラ - ズレイカ・ロビンソン（目黒未奈）
- レディ・アン・ダヴェンポート - ルイーズ・ロンバード（坪井木の実）
- アジズ - アダム・アレクシ＝モール（天田益男）
- カティブ - サイラス・カーソン（山賀教弘）
- バッファロー・ビル・コーディ - J・K・シモンズ（菅生隆之）
- アルリー王子 - サイード・タグマウイ
- ユーセフ - ハーシュ・ネイヤー（益富信孝）
- ロー・ラスムセン - ヴィクター・タルマッジ（牛山茂）
- ダヴェンポート少佐 - マルコム・マクダウェル（村松康雄）

## その他
- 実際の競走は68日間もの長い日数に渡って行われたが、撮影には119日間を要したという[2]。
- ヒダルゴ役を演じた馬は5頭のアメリカンペイントホースで、そのうち1頭は撮影後にホプキンス役のヴィゴ・モーテンセンが購入したという。
- 実際のホプキンスは、ムスタングの保護活動に大いに貢献したのは事実であるが、吹聴していた騎手としての業績には証拠が全くなく、全てがホラであると考えられている。この映画もホプキンスの主張していた話をもとにしているだけで、実際に砂漠横断レースが行われたことは無い。